# 神流川橋 (関越自動車道)
神流川橋（かんながわばし）は、埼玉県児玉郡上里町 - 群馬県藤岡市の神流川に架かる関越自動車道（関越自動車道新潟線）の橋長747 m（メートル）の桁橋。上里SA - 藤岡JCT間に位置する。

## 概要

### 諸元
- 路線名 - 高速自動車国道関越自動車道新潟線
- 形式 - 鋼単純合成鈑桁橋および鋼2径間 + 3径間3連連続非合成鈑桁橋
- 活荷重 - TT-43
- 道路規格 - 第1種第1級
- 設計速度 - 120 km/h
- 橋長 - 747.050 m
  - 支間割 - 29.600 m + (2×52.700 m) + 2× (3×52.700 m) + (3×43.900 m)
- 幅員
  - 総幅員 - 2×15.450 m
  - 有効幅員 - 2×13.750 m
  - 車道 - 2×13.750 m（片側3車線）
- 平面線形 - 直線およびクロソイドパラメーター700 m（曲率半径1800 m - 直線）
- 縦断勾配 - 0.3 % - −0.3854 %
- 横断勾配 - 2 % - 3 %
- 床版 - 鉄筋コンクリート
- 橋台 - 張出式柱式橋台（ニューマチックケーソン基礎、A1）、壁式橋台（ニューマチックケーソン基礎、A2）
- 橋脚 - 張出式柱式橋脚（ニューマチックケーソン基礎）
- 施工 - 横河橋梁製作所[注釈 1]・宮地鐵工所[注釈 2]

## 建設

### 設計
架設地点は埼玉・群馬県境にあたり、東松山ICから約36 km（キロメートル）に位置する。神流川は架橋地点で川幅がおよそ700 mあり、計画高水流量は2000 m3/s（立方メートル毎秒）であった。神流川は利根川水系の一級河川であり治水上重要であること、また、本路線は高速自動車国道であることから河川管理者との協議の結果、平均の支間長を50 mとすることが決定した。なお、神流川右岸側では約30 mの引提計画があることから橋長は約747 mに定まった。
上部工の形式は支間長約50 mから施工性や経済性の観点から鋼連続鈑桁と鋼単純合成鈑桁に決定された。即ちA1 - P1が鋼単純合成鈑桁、A2 - P3が鋼2径間連続非合成鈑桁、P3 - A2が鋼3径間連続非合成鈑桁である。床版は鉄筋コンクリートで、主桁溶接には周囲に人家がないためリベット打ちによる騒音は問題ないとされてリベットが採用された。
下部工形式は当初、基礎工に現場打ち鉄筋コンクリート杭基礎の予定であったが、地質調査を行ったところ玉石が混在する締りの良い砂礫層であることが判明した。また神流川では深さ2 - 3 mほどの砂利採取計画があり杭基礎の場合には根入れが最低でも5 m以上求められ、地下水位が高いにも拘わらず膨大な掘削量が避けられなかった。このため玉石層を掘削可能で確実性が高く、締切工も大規模を要しないケーソン工法を採用することが決まった。
ケーソン工法にはオープンケーソン工法とニューマチックケーソン工法の2種類があるが、オープンケーソンでは大きな玉石を撤去することが難しいこと、橋長が長く連続桁であるため下部工施工の精度が要求されること、ニューマチックケーソンでも支持基盤まで掘削可能な深さであり難点の労力確保についても非出水期に十分確保できることからニューマチックケーソンが採用された。
また、橋脚形式は張出式柱式橋脚として治水上の観点から小判型断面とした。橋台はA1が張出式柱式橋台、A2が壁式橋台である。

## 歴史
関越自動車道新潟線は起点側たる東京方で東京川越間延長約21 kmが供用しており、川越東松山間が1968年（昭和43年）4月1日に施工命令を受けていた。これに引き続いて、東松山渋川間延長約64 kmは1968年（昭和43年）12月27日に基本計画が策定され、1970年（昭和45年）6月9日に整備計画決定と施工命令が下りた。これを受けて、日本道路公団は施工に取りかかり、本橋を含む東松山IC - 前橋ICが1980年（昭和55年）7月17日に暫定4車線で開通した。1994年（平成6年）3月30日には新座TB - 藤岡IC間が6車線に拡幅された。